# Auzouville-Auberbosc
Auzouville-Auberbosc foi uma comuna francesa na região administrativa da Normandia, no departamento de Sena Marítimo. Estendia-se por uma área de 6,14 km². Em 2010 a comuna tinha 266 habitantes (densidade: 43,3 hab./km²).
Em 1 de janeiro de 2017, passou a formar parte da nova comuna de Terres-de-Caux.